# Дукшинский, Янис Янович
Я́нис Я́нович Дукши́нский (латыш. Jānis Dukšinskis; род. 8 июня 1963, Даугавпилс) — педагог, политик, депутат Сейма и Даугавпилсской думы.

## Биография
После окончания школы с 1981 года по 1986 год учился в ДПИ на физмате, активно занимался легкой атлетикой (метание копья). По окончании института два года работал учителем в Огрском районе, в Лауберской основной школе. В 1988 году вернулся в Даугавпилс и работал в 16 средней школе.

## Семейное положение
Женат, супруга Ольга Дукшинская, две дочери.

## Должности в образовании
Директор Логопедической школы-интерната, далее руководитель Школьной управы/ Управление образования Даугавпилса.

## Депутат городской думы
Трижды (2001, 2005 и 2013 годах) избирался депутатом Даугавпилсской думы.
С 1 июля 2013 года на втором заседании новой Думы избран Первым вице-мэром, заместителем мэра Яниса Лачплесиса.
28 июня 2018 года избран третьим вице-мэром согласно коалиционного договора.
Был председателем комитета Магистрата по культуре и образованию, 1 ноября 2018 года снят с должности, его сменила Ливия Янковская.
27 декабря 2018 года снят с должности вице-бургомистра в заседании Магистрата.
25 июля 2019 года в заседании Магистрата избран вице-бургомистром.
11 февраля 2021 года в заседании Магистрата вице-бургомистр делегирован/назначен  в совет Даугавпилсского Центра спортивной медицины.
По выборам 5 июня 2021 года с Я.Лачплесисом избран в Магистрат, 16 июля 2021 года сложил свой мандат.

## Партийность
С 1993 года входил в партию Латвийский путь, далее ЛПП/ЛЦ, с 21 ноября 2011 года в Партии развития, избран заместителем председателя партии (один из двух равноправных замов наряду с И. Шкинчем).
11 сентября 2012 года на собрании партии избран главой партии после ухода с этого поста Ж. Кулаковой.
11 марта 2014 на отчётно-выборном собрании партии не переизбран председателем правления партии, его сменил Ивар Шкинч.

## Депутат Сейма
Кандидат на выборах 9 Сейма ЛР в 2006 году, избран депутатом 9 Сейма (2006—2010). В 9 Сейме член следующих комиссий:
- Комиссия по запросам
- Заместитель председателя комиссии по образованию, культуре и науке.
- Председатель комиссии по правам защиты детей
- Заместитель председателя фракции партии в Сейме.
- Счетная комиссия Сейма(тайное голосование).

Был кандидатом в депутаты 10,11 Сеймов в 2010 и 2011 годах, не избран.

## Управляющий Крепости
2 мая 2011 года по 1 июля 2013 года был Управляющим/комендантом Даугавпилсской крепости, координировал деятельность фирм и организаций на территории крепости.
2 августа 2021 года - н.время   =  Управляющий/комендант  Даугавпилсской крепости.

## Выборы 14 Сейма
Заявился на выборы 1 октября 2022 года 14 Сейма 2 ЛР.

## Общественные дела
С 2010 года глава мужского волейбольного клуба ДУ.